# Groß Teetzleben
Groß Teetzleben là một đô thị thuộc huyện Mecklenburgische Seenplatte (trước thuộc Vorpommern-Greifswald (trước thuộc Demmin)), bang Mecklenburg-Vorpommern, Đức. Đô thị Groß Teetzleben có diện tích 21,67 km², dân số thời điểm ngày 31 tháng 12 năm 2006 là 747 người.